# Годфри Хаунсфийлд
Сър Годфри Нюболд Хаунсфийлд (на английски: Godfrey Newbold Hounsfield; роден на 28 август 1919 г. в Нотингамшър, Англия, починал на 12 август 2004 г. в Съри, Англия) е английски електроинженер, лауреат на Нобелова награда за физиология или медицина за 1979 г. за разработката на компютърната томография, която прави съвместно с физика-теоретик Алън Кормак.

## Биография
Годфри Хаунсфийлд е израснал като най-малкото от 5-те деца в семейство на работник по металообработка. Отрано се интересува от технически уреди, като прави звукозаписващи прибори и прави опити за летене. В училище се събужда интересът му към математика и физика. През Втората световна война като доброволец взема участие в разработката на широкоекранни осцилоскопи. Завършва с диплома колежа Faraday House, който осигурява високо ниво на инженерното образование. През 1951 г. започва работа във фирмата EMI от Мидълсекс, където работи по разработката на радари и радиоуправляеми оръжия.
През 1958 г. ръководи група, която разработва един от първите налични на пазара изцяло работещ на транзистори компютър във Великобритания EMIDEC 1100. Една от широко разпространените легенди е, че тъй като фирмата EMI разполага с големи средства вследствие на продажбата на песните на Бийтълс, фирмата финансира Годфри Хаунсфийлд за разработката на нови проекти. Годфри Хаунсфийлд търси нов методи за изследване на човешкото тяло чрез рентгенови лъчи и обработката на компютър на многото измервания. Финансирането на това ново оборудване в голямата си част е от държавната структура DHSS (Department of Health and Social Security). През 1968 прави изследване на мозък на животно. През 1971 г. за първи път в болница е изследван човек на компютърен томограф. От 1967 до 1976 година работи по разработката на първия прототип на компютърен томограф.

## Интересни факти
С появата на възможността за разработката на този вид оборудване продуктът става интересен за големите фирми като General Electric, и Хаунсфийлд решава да патентова изобретението си. Водещият специалист в тази материя от патентната фирма „Cooper & Dunham“ е роденият в България Иван Кавръков (на английски: Ivan Kavrukov). Иван Кавръков придвижва заявката за патент на Хаунсфийлд и успява да наложи патента срещу съпротивата на няколко големи производители на конкурентно оборудване, включително General Electric, Picker и Technicare.